# Fritz Heim (Geologe)
Fritz Heim (* 20. Juli 1887 in Bayreuth; † 6. August 1980 in Pullach im Isartal) war ein deutscher Geologe und Polarforscher.

## Leben
Nachdem er 1906 die Hochschulreife für naturwissenschaftliche Studien an der Oberrealschule in Heidelberg erworben hatte, studierte Heim Geologie und allgemeine Naturwissenschaften an der Universität Heidelberg, der Universität Grenoble, der TU München und ab dem Wintersemester 1909/10 wieder in Heidelberg. Er promovierte 1911 in Heidelberg bei Wilhelm Salomon-Calvi mit der Arbeit Beiträge zur Kenntnis des Wellengebirges der Gegend von Zweibrücken (Rheinpfalz).
Seine Dissertation schloss er in aller Eile ab, da er von Wilhelm Filchner zur Teilnahme an der Zweiten Deutschen Antarktisexpedition eingeladen worden war. Von 1911 bis 1912 nahm er an der Fahrt in die Antarktis als Expeditionsgeologe teil. Da das eigentliche Ziel, eine Durchquerung der Antarktis, bereits im Ansatz scheiterte, konnte Heim nur einige kurze Berichte zur Vereisung des Weddellmeeres sowie zur Geologie Südgeorgiens, wo die Expedition auf An- und Rückreise einen Halt gemacht hatte, veröffentlichen.
Bei Ausbruch des Ersten Weltkriegs meldete Heim sich als Freiwilliger und nahm den gesamten Krieg im 1. Bayerischen Fußartillerie-Regiment teil. Bei Kriegsende war er Oberleutnant und war mit dem Eisernen Kreuz II. Klasse und dem Bayerischen Militärverdienstorden IV. Klasse mit Schwertern ausgezeichnet worden.
1919 wurde Heim Assistent am Petrographischen Institut der TU München bei Ernst Weinschenk. Am 1. Mai 1924 trat er eine Stelle bei der Geognostischen Abteilung am Bayerischen Oberbergamt, dem späteren Geologischen Landesamt (heute: Bayerisches Landesamt für Umwelt) an. In der Folgezeit war er vor allem mit der geologischen Kartierung des Steigerwaldes beschäftigt, daneben bearbeitete er auch hydrogeologische Probleme wie der Absenkung des Walchensees und ihre Auswirkungen. In den 1930er Jahren erschien eine zusammenfassende Darstellung zu den mineralischen Lagerstätten Bayerns. Am 31. Juli 1952 wurde er pensioniert.

## Privates
Im August 1918 heiratete Heim Anna Pohlmann, die 1980 zwei Wochen vor ihm verstarb. Seine Frau war Gründungsmitglied der FDP in Bayern. Der einzige gemeinsame Sohn verstarb 1936 mit nur 15 Jahren an einer Krankheit.